# Simbolička veštačka inteligencija
U veštačkoj inteligenciji, simbolička veštačka inteligencija (takođe poznata kao klasična veštačka inteligencija ili veštačka inteligencija zasnovana na logici) je termin za kolekciju svih metoda u istraživanju veštačke inteligencije koje se zasnivaju na simboličkim (ljudski-čitljivim) reprezentacijama visokog nivoa za probleme, logiku i pretrage. Simbolička VI je koristila alate kao što su logičko programiranje, proizvodna pravila, semantičke mreže i okviri, i razvijala je aplikacije kao što su sistemi zasnovani na znanju (posebno ekspertni sistemi), simbolička matematika, automatizovani dokazi teorema, ontologije, semantička mreža i automatizovani sistemi planiranja i rasporeda. Simbolička VI paradigma je dovela do seminalnih ideja u pretrazi, simboličkim programskim jezicima, agentima, sistemima sa više agenata, semantičkom vebu, kao i prednostima i ograničenjima formalnog znanja i sistema rasuđivanja.
Simbolička VI je bila dominantna paradigma istraživanja VI od sredine 1950-ih do sredine 1990-ih. Istraživači su tokom 1960-ih i 1970-ih bili ubeđeni da će simbolički pristupi na kraju uspeti da stvore mašinu sa veštačkom opštom inteligencijom i smatrali su to krajnjim ciljem svog polja. Rani procvat, sa ranim uspesima, kao što su Teoretičar logike i Samjuelov program za igranje dama, doveo je do nerealnih očekivanja i obećanja. Zatim je usledila prva zima veštačke inteligencije pošto je finansiranje prestalo. Drugi procvat (1969–1986) dogodio se sa usponom ekspertskih sistema, njihovim obećanjem da će steći korporativnu ekspertizu i entuzijastičnom korporativnom potporom. Taj bum i neki rani uspesi, na primer, sa XCON-om na DEC-u, ponovo su praćeni kasnijim razočarenjem. Pojavili su se problemi sa poteškoćama u sticanju znanja, održavanjem velike baze znanja i krhkosti u rešavanju problema van domena. Usledila je još jedna, druga VI zima (1988–2011). Nakon toga, istraživači veštačke inteligencije su se fokusirali na rešavanje osnovnih problema u rešavanju neizvesnosti i sticanju znanja. Neizvesnost je adresirana formalnim metodama kao što su skriveni Markovljevi modeli, Bajesovo rezonovanje i statističko relaciono učenje. Simboličko mašinsko učenje se bavilo problemom sticanja znanja putem doprinosa kao što su prostor verzija, Valijantovo PAC učenje, Kvinlanovo ID3 učenje na stablu odluka, učenje zasnovano na slučajevima i induktivno logičko programiranje za učenje odnosa.
Neuronske mreže, podsimbolički pristup, su korišćene od ranih dana i ponovo su se snažno pojavile 2012. Rani primeri su Rozenblatov rad na učenju perceptrona, rad na bekpropagaciji Ramelharta, Hintona i Vilijamsa, i rad na konvolucionim neuronskim mrežama Lekuna i saradinka iz 1989. godine. Međutim, na neuronske mreže se nije gledalo kao na uspešne sve do 2012: „Dok velike količine podataka nisu postale uobičajene, opšti konsenzus u VI zajednici je bio da je takozvani pristup neuronske mreže beznadežan. Sistemi jednostavno nisu adekvatno funkcionisali, u poređenju sa drugim metodama ... Revolucija je nastupila 2012. godine, kada su brojni istraživači, uključujući tim istraživača koji su radili sa Hintonom, razradili način da iskoriste prednosti GPU-a za enormno povećanje snage neuronskih mreža.“ Tokom narednih nekoliko godina, duboko učenje je imalo spektakularan uspeh u rukovanju vidom, prepoznavanju govora, sintezi govora, generisanju slika i mašinskom prevođenju. Međutim, od 2020. godine, pošto su inherentne poteškoće sa pristrasnošću, objašnjivošću, razumljivosti i robusnosti postali očigledniji sa pristupima dubokog učenja, sve veći broj istraživača veštačke inteligencije poziva na kombinovanje najboljeg od oba pristupa, simboličkih i neuronskih mreža i rešavanje poteškoća sa kojima oba pristupa imaju poteškoća, kao što je zdravorazumsko rezonovanje.

## Literatura
- Brooks, Rodney A. (1991). „Intelligence without representation”. Artificial Intelligence. 47 (1): 139—159. ISSN 0004-3702. S2CID 207507849. doi:10.1016/0004-3702(91)90053-M. Приступљено 2022-09-13.
- Clancey, William (1987). Knowledge-Based Tutoring: The GUIDON Program (MIT Press Series in Artificial Intelligence) (Hardcover изд.).
- Crevier, Daniel (1993). AI: The Tumultuous Search for Artificial Intelligence. New York, NY: BasicBooks. ISBN 0-465-02997-3..
- Dreyfus, Hubert L (1981). „From micro-worlds to knowledge representation: AI at an impasse” (PDF). Mind Design. MIT Press, Cambridge, MA: 161—204.
- Garcez, Artur S. d'Avila; Broda, Krysia; Gabbay, Dov M.; Gabbay, Augustus de Morgan Professor of Logic Dov M. (2002). Neural-Symbolic Learning Systems: Foundations and Applications. Springer Science & Business Media. ISBN 978-1-85233-512-0.
- Garcez, Artur; Besold, Tarek; De Raedt, Luc; Földiák, Peter; Hitzler, Pascal; Icard, Thomas; Kühnberger, Kai-Uwe; Lamb, Luís; Miikkulainen, Risto; Silver, Daniel (2015). Neural-Symbolic Learning and Reasoning: Contributions and Challenges. AAI Spring Symposium - Knowledge Representation and Reasoning: Integrating Symbolic and Neural Approaches. Stanford, CA: AAAI Press. doi:10.13140/2.1.1779.4243.
- Garcez, Artur d'Avila; Gori, Marco; Lamb, Luis C.; Serafini, Luciano; Spranger, Michael; Tran, Son N. (2019), Neural-Symbolic Computing: An Effective Methodology for Principled Integration of Machine Learning and Reasoning, arXiv:1905.06088
- Garcez, Artur d'Avila; Lamb, Luis C. (2020), Neurosymbolic AI: The 3rd Wave, arXiv:2012.05876
- Haugeland, John (1985), Artificial Intelligence: The Very Idea, Cambridge, Mass: MIT Press, ISBN 0-262-08153-9
- Hayes-Roth, Frederick; Murray, William; Adelman, Leonard (2015). „Expert systems”. AccessScience (на језику: енглески). doi:10.1036/1097-8542.248550.
- Honavar, Vasant; Uhr, Leonard (1994). Symbolic Artificial Intelligence, Connectionist Networks & Beyond (Технички извештај). Iowa State University Digital Repository, Computer Science Technical Reports. 76. стр. 6.
- Honavar, Vasant (1995). Symbolic Artificial Intelligence and Numeric Artificial Neural Networks: Towards a Resolution of the Dichotomy. The Springer International Series In Engineering and Computer Science. Springer US. стр. 351—388. doi:10.1007/978-0-585-29599-2_11.
- Howe, J. (новембар 1994). „Artificial Intelligence at Edinburgh University: a Perspective”. Архивирано из оригинала 15. 5. 2007. г. Приступљено 30. 8. 2007.
- Kautz, Henry (2020-02-11). The Third AI Summer, Henry Kautz, AAAI 2020 Robert S. Engelmore Memorial Award Lecture. Приступљено 2022-07-06.
- Kautz, Henry (2022). „The Third AI Summer: AAAI Robert S. Engelmore Memorial Lecture”. AI Magazine. 43 (1): 93—104. ISSN 2371-9621. S2CID 248213051. doi:10.1609/aimag.v43i1.19122 . Приступљено 2022-07-12.
- Kodratoff, Yves; Michalski, Ryszard, ур. (1990). Machine Learning : an Artificial Intelligence Approach. III. San Mateo, Calif.: Morgan Kaufman. ISBN 0-934613-09-5. OCLC 893488404.
- Kolata, G. (1982). „How can computers get common sense?”. Science. 217 (4566): 1237—1238. Bibcode:1982Sci...217.1237K. PMID 17837639. doi:10.1126/science.217.4566.1237.
- Maker, Meg Houston (2006). „AI@50: AI Past, Present, Future”. Dartmouth College. Архивирано из оригинала 3. 1. 2007. г. Приступљено 16. 10. 2008.
- Marcus, Gary; Davis, Ernest (2019). Rebooting AI: Building Artificial Intelligence We Can Trust. New York: Pantheon Books. ISBN 9781524748258. OCLC 1083223029.
- Marcus, Gary (2020), The Next Decade in AI: Four Steps Towards Robust Artificial Intelligence, arXiv:2002.06177
- McCarthy, John (1959). PROGRAMS WITH COMMON SENSE. Symposium on Mechanization of Thought Processes. NATIONAL PHYSICAL LABORATORY, TEDDINGTON, UK. стр. 8.
- McCarthy, John; Hayes, Patrick (1969). B. Meltzer, Donald Michie (eds.). „Some Philosophical Problems From the Standpoint of Artificial Intelligence”. Machine Intelligence 4: 463—502.
- McCorduck, Pamela (2004), Machines Who Think (2nd изд.), Natick, MA: A. K. Peters, Ltd., ISBN 1-56881-205-1
- Michalski, Ryszard; Carbonell, Jaime; Mitchell, Tom, ур. (1983). Machine Learning : an Artificial Intelligence Approach. I. Palo Alto, Calif.: Tioga Publishing Company. ISBN 0-935382-05-4. OCLC 9262069.
- Michalski, Ryszard; Carbonell, Jaime; Mitchell, Tom, ур. (1986). Machine Learning : an Artificial Intelligence Approach. II. Los Altos, Calif.: Morgan Kaufman. ISBN 0-934613-00-1.
- Newell, Allen; Simon, Herbert A. (1972). Human Problem Solving (1st изд.). Englewood Cliffs, New Jersey: Prentice Hall. ISBN 0-13-445403-0.
- Newell, Allen; Simon, H. A. (1976). „Computer Science as Empirical Inquiry: Symbols and Search”. Communications of the ACM. 19 (3): 113—126. doi:10.1145/360018.360022 .
- Nilsson, Nils (1998). Artificial Intelligence: A New Synthesis. Morgan Kaufmann. ISBN 978-1-55860-467-4. Архивирано из оригинала 26. 7. 2020. г. Приступљено 18. 11. 2019.
- Olazaran, Mikel (1993-01-01), „A Sociological History of the Neural Network Controversy”,  Ур.: Yovits, Marshall C., Advances in Computers Volume 37, 37, Elsevier, стр. 335—425, ISBN 9780120121373, doi:10.1016/S0065-2458(08)60408-8, Приступљено 2023-10-31
- Pearl, J. (1988). Probabilistic Reasoning in Intelligent Systems: Networks of Plausible Inference. San Mateo, California: Morgan Kaufmann. ISBN 978-1-55860-479-7. OCLC 249625842.
- Russell, Stuart J.; Norvig, Peter (2021). Artificial Intelligence: A Modern Approach (4th изд.). Hoboken: Pearson. ISBN 978-0-13-461099-3. LCCN 20190474.
- Rossi, Francesca (2022-07-06). „AAAI2022: Thinking Fast and Slow in AI (AAAI 2022 Invited Talk)”. Приступљено 2022-07-06.
- Selman, Bart (2022-07-06). „AAAI2022: Presidential Address: The State of AI”. Приступљено 2022-07-06.
- Serafini, Luciano; Garcez, Artur d'Avila (2016-07-07), Logic Tensor Networks: Deep Learning and Logical Reasoning from Data and Knowledge, arXiv:1606.04422
- Spiegelhalter, David J.; Dawid, A. Philip; Lauritzen, Steffen; Cowell, Robert G. (1993). „Bayesian analysis in expert systems”. Statistical Science. 8 (3).
- Turing, A. M. (1950). „I.—Computing Machinery and Intelligence”. Mind. LIX (236): 433—460. ISSN 0026-4423. doi:10.1093/mind/LIX.236.433. Приступљено 2022-09-14.
- Valiant, Leslie G (2008). „Knowledge Infusion: In Pursuit of Robustness in Artificial Intelligence”.  Ур.: Hariharan, R.; Mukund, M.; Vinay, V. Foundations of Software Technology and Theoretical Computer Science (Bangalore). стр. 415—422.
- Xifan Yao; Jiajun Zhou; Jiangming Zhang; Claudio R. Boer (2017). From Intelligent Manufacturing to Smart Manufacturing for Industry 4.0 Driven by Next Generation Artificial Intelligence and Further On. 2017 5th International Conference on Enterprise Systems (ES). IEEE. doi:10.1109/es.2017.58.